# Dragon Zakura
Dragon Zakura (ドラゴン桜) là một bộ truyện tranh Nhật Bản của tác giả Norifusa Mita.
Bộ truyện này đã chiến thắng Giải thưởng Truyện tranh Kodasha hạng mục phổ biến. Nó còn được chuyển thể thành một bộ phim truyền hình phát sóng năm 2005 trên kên TBS.

## Cốt truyện
Câu chuyện nói về một luật sư nghèo cố gắng vực dậy một ngôi trường trung học bằng cách mở một lớp đặc biệt nhằm đào tạo 5 học sinh học dở nhất có thể đậu vào Đại học Tokyo.

## Nối tiếp
Cao thủ học đường là một bộ phim truyền hình Hàn Quốc dựa trên cốt truyện của Dragon Zakura.